# Marion County (Kansas)
Marion County is een county in de Amerikaanse staat Kansas.
De county heeft een landoppervlakte van 2.443 km² en telt 13.361 inwoners (volkstelling 2000). De hoofdplaats is Marion.

## Bevolkingsontwikkeling

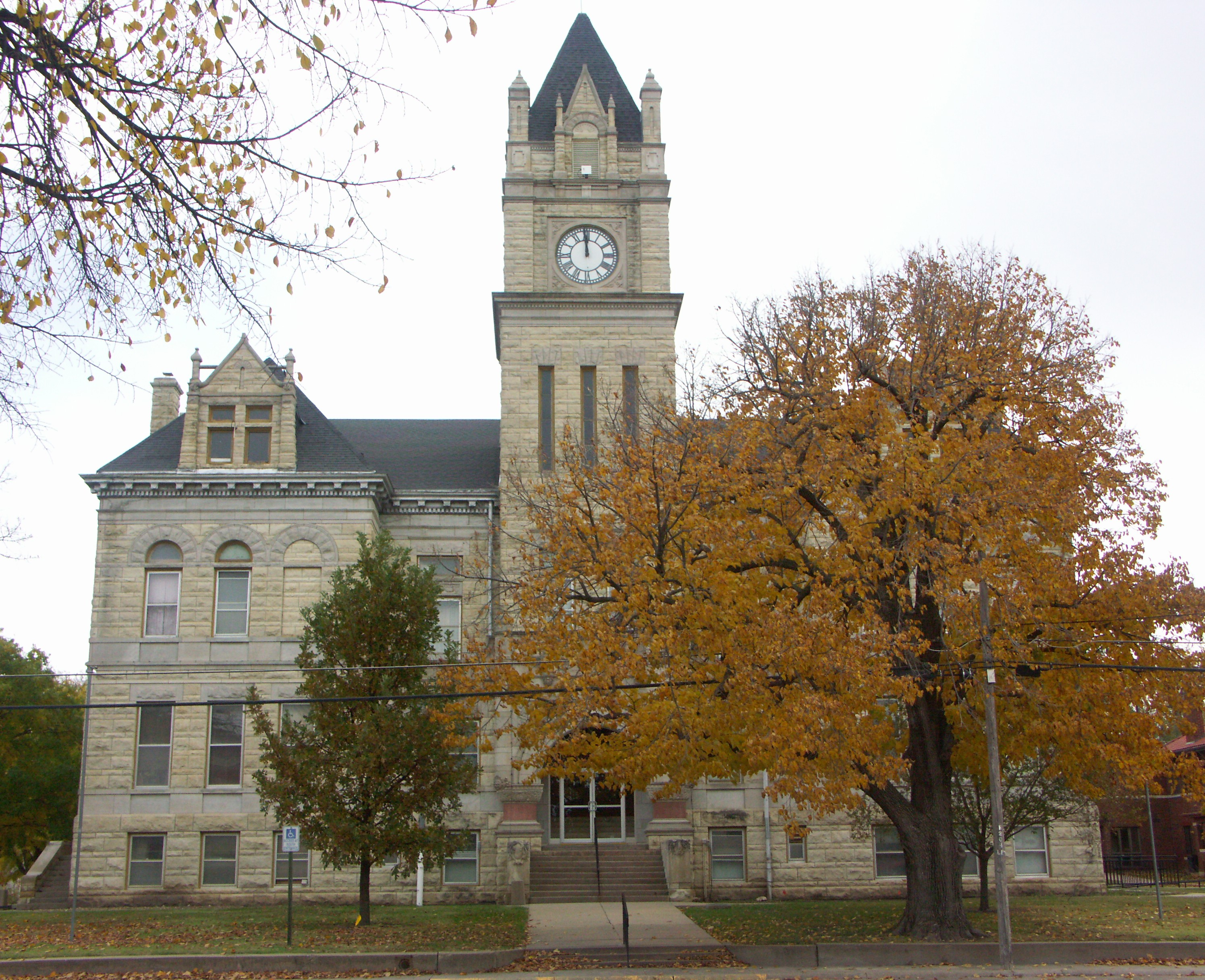
Marion County Courthouse